# Nürnberger Straße (Dresden)

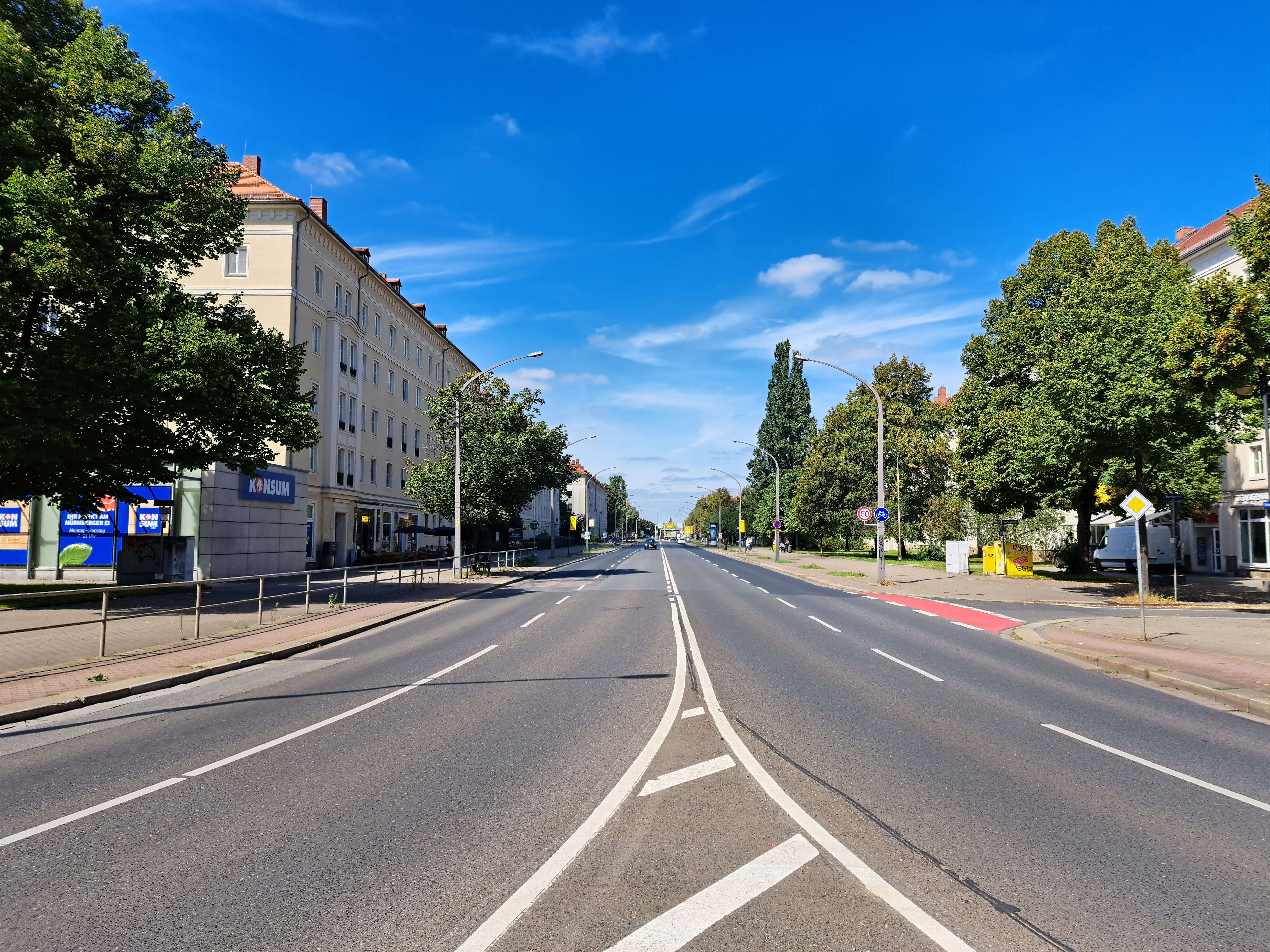
Nürnberger Straße: Blick vom Nürnberger Ei zur Nossener Brücke

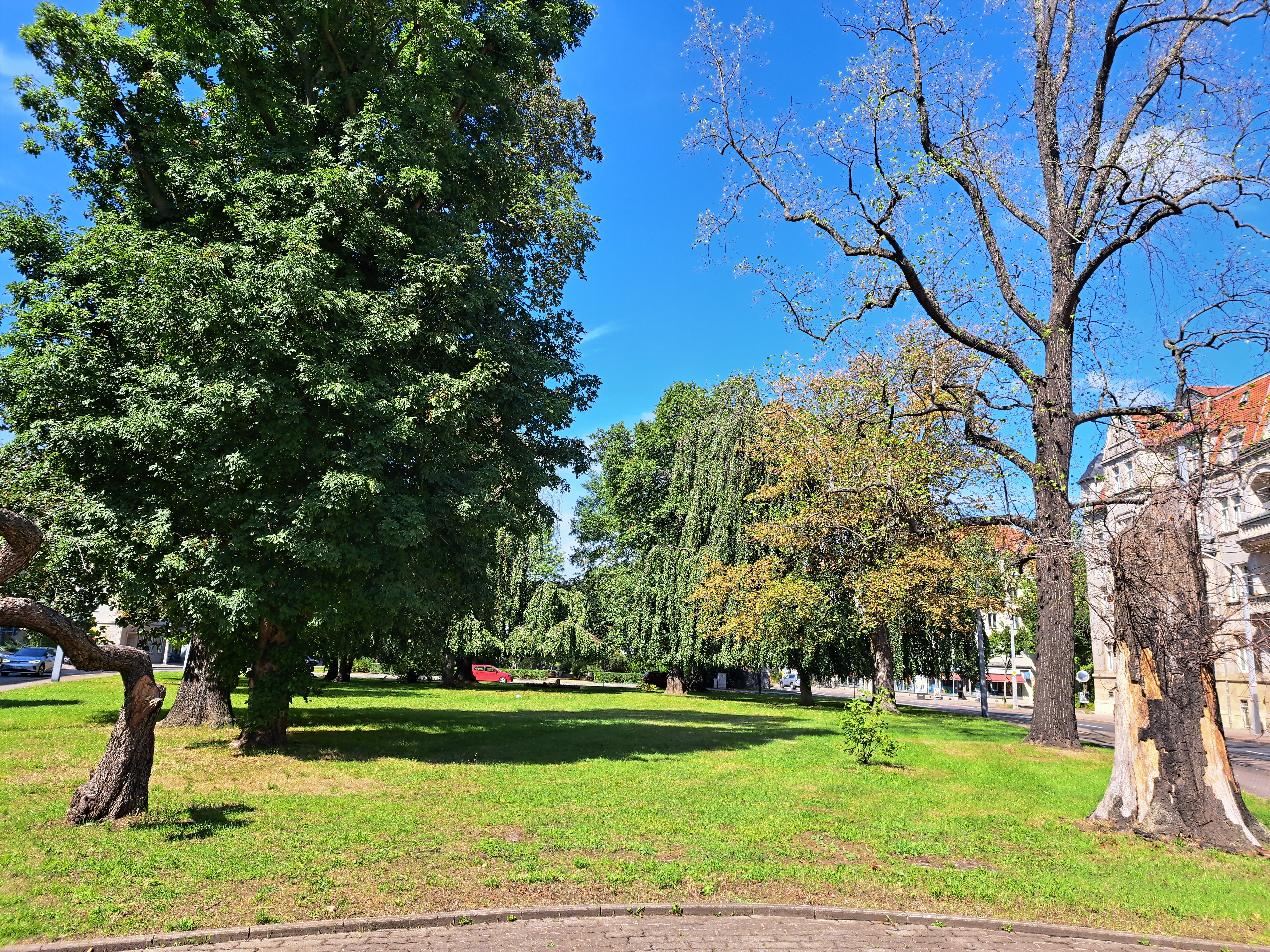
Nürnberger Straße: Blick zum Nürnber Ei

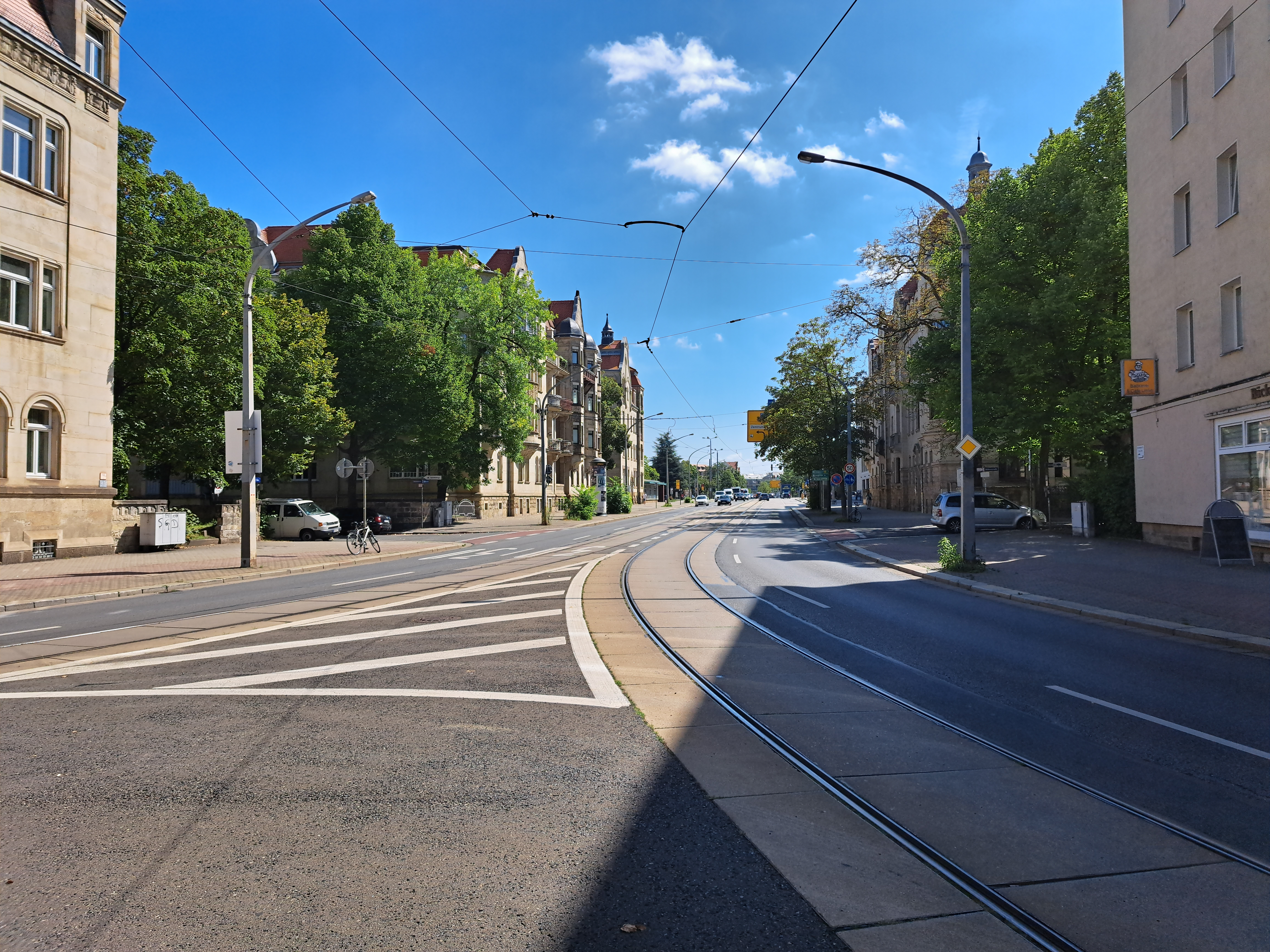
Nürnberger Straße: Blick vom Nürnberger Ei zum Nürnberger Platz

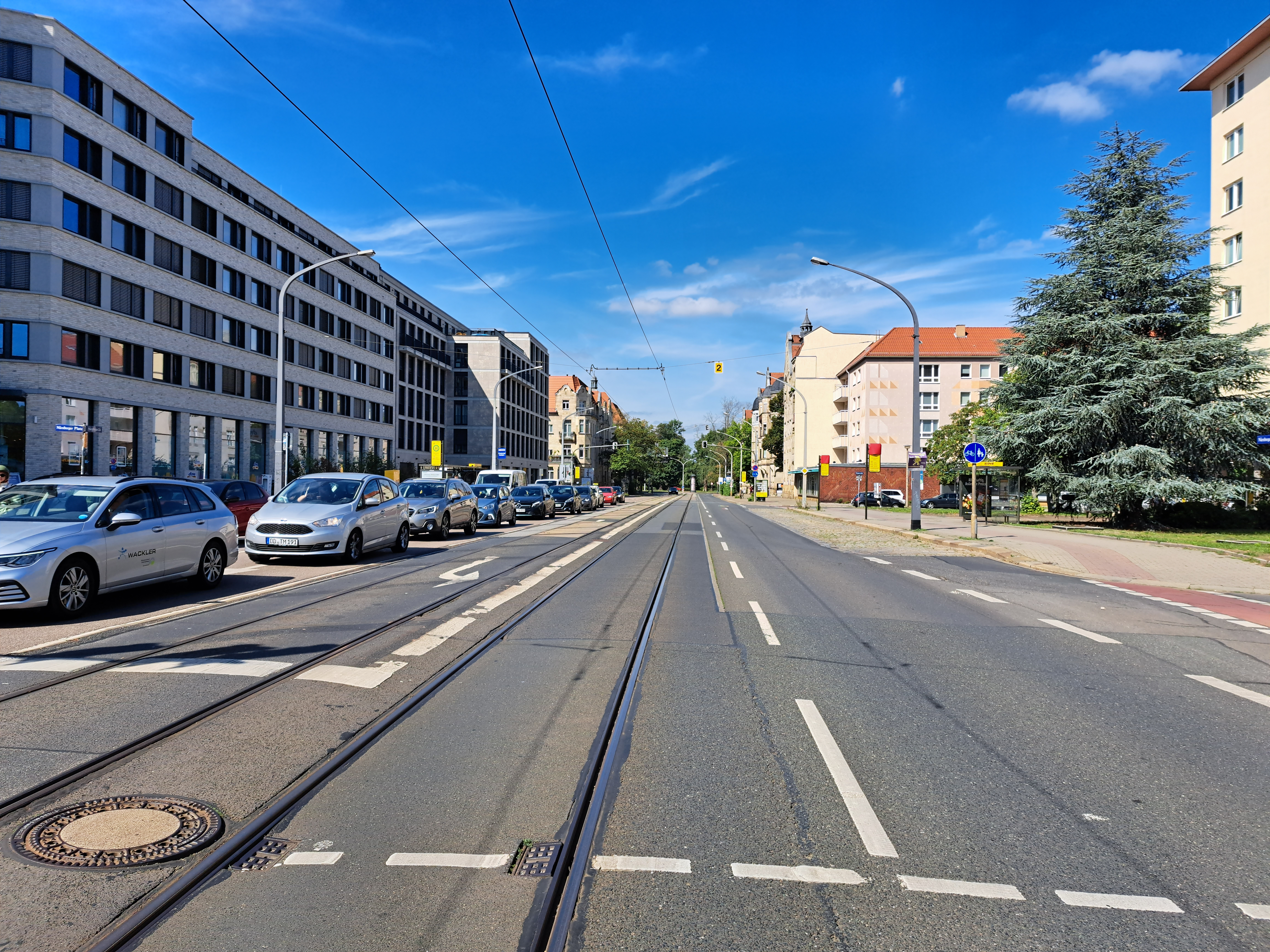
Nürnberger Straße: Blick vom Nürnberger Platz zum Nürnberger Ei

Die Nürnberger Straße ist eine innerörtliche Hauptverkehrsstraße in Dresden. Sie ist ein Teilstück des Äußeren Stadtrings und verbindet die Nossener Brücke über den Nürnberger Platz mit dem Fritz-Foerster-Platz.

## Lage
Die Nürnberger Straße befindet sich in der westlichen Südvorstadt und verbindet als Teil des Äußeren Stadtrings die Nossener Brücke und den Nürnberger Platz. Sie verläuft zwischen den westlichen und östlichen Teilen Dresdens oberhalb des Hauptbahnhofes. Sie beginnt an der Kreuzung Nossener Straße (heute Nossener Brücke) und Chemnitzer Straße (heute Chemnitzer- und Budapester Straße). Die Nürnberger Straße oberhalb des Schweizer Viertels in Dresden ist eine wichtige Straße der Südvorstadt. In den Jahren 1900 bis 1912 entstanden in einer regen Bebauung Gebäudegruppen mit reichverzierten Sandsteinfassaden mit Elementen des Jugendstils. Die vier- bis fünf geschossigen Häuser bildeten in ihrer Einheit ein geschlossenes Ensemble. In den Erdgeschossen befanden sich Geschäfte, einzelne Agenturen und Lokalitäten. Neben Studenten und Angehörigen der Technischen Universität wohnten vornehmlich Beamte, Anwälte, Gewerbetreibende und Künstler mit eigenen Ateliers an dieser Straße. Die Nürnberger Straße wird von folgenden Straßen gekreuzt: Chemnitzer- bzw. Budapester Straße, Hohe Straße, Kaitzer Straße, Bernhardstraße (am Nürnberger Ei durch Fußgängerbereich unterbrochen), Liebigstraße (führt durch das Nürnberger Ei), Hübnerstraße und stadtwärts abgehende Rugestraße, sowie am Nürnberger Platz die Münchner Straße.

## Geschichte

### Vorgeschichte
Oberhalb des Schweizer Viertels befanden sich Getreide- und Kartoffelfelder sowie Gärtnereien. Um 1900 reichte die Bebauung bis zur Schweizer Viertels bis zur Eisenstuckstraße. Das angrenzende Bayrische Viertel befand sich in Planung. Vor 1872 erwarb die Dresdner Baugesellschaft große Anteile vom brachliegenden Bauland. Während sich der Stadtrat über die Bebauung sich nicht einigen konnte, verging die Zeit und die Fläche verwilderte zu einem wuchernden Land mit spontanem natürlichem Wachstum. Im Jahr 1899 beschloss der Stadtrat am 13. April über das Ortsnetz Altstadt-Südwest (Bayrisches Viertel) endlich den neuen Bebauungsplan mit geschlossenen Häuserfronten und auch Einzelvillen. Die Gebäude an den Ecken sollten 4- bis 5-geschossig sein, während die anschließende Bauhöhe bis 3 Geschosse festgelegt wurde. Die Nürnberger Straße und die Bayreuther Straße waren bereits teilweise aufgegliedert, ebenso die Münchner Straße. Die Bamberger Straße befand sich ebenfalls in der Planung. Ab 1900 begann die eigentliche Bebauung, vornehmlich durch die Dresdner Baugesellschaft. Ursprünglich war auch eine evangelisch-lutherische Kirche am Nürnberger Platz geplant, später sollte diese am Nürnberger Ei gebaut werden und ist schließlich durch einen Spender als Zionskirche an der Nürnberger Straße, Ecke Hohe Straße, um 1912 entstanden. An der Nürnberger Straße in Höhe Liebigstraße entstand statt des Sakralbaues ein ovaler parkähnlicher Platz, das heutige Nürnberger Ei.

### Bebauung vor 1945
Die Bebauung bestand aus Gebäudegruppen mit repräsentativen und reichverzierten Sandsteinfassaden, Eckerker, Dachgauben und Ziergiebeln sowie runden erhebenden Türmchen an den Gebäudeecken mit Elementen des Jugendstils. Die vier- bis fünf geschossigen Häuser bildeten in ihrer Einheit ein geschlossenes Ensemble. Neben Studenten und Angehörigen der Technischen Universität wohnten vornehmlich Beamte, Anwälte, Gewerbetreibende und Künstler mit eigenen Ateliers an dieser Straße.
- Im Haus Nürnberger 10 war ab 1912 das Pfarramt der Zionskirche. Die Kirche selbst steht auf dem Grundstück Hohe Straße 26.
- Im Gebäude Nummer 18 befand sich die Bäckerei Paul Hähnel, in der Nummer 20 war die Lukas-Drogerie beheimatet, in der Nummer 26 war die Bäckerei Rudolf Hermsdorf und zwei Häuser weiter ein Molkereigeschäft, O.Voigt.
- Bis zum Jahr 1915 befand sich in der Nürnberger Straße 30b das Postamt A32. Die Nürnberger Straße 57 wurde bis 1941 von der Chilenischen Botschaft genutzt.
- Die 1945 zerstörten Gebäude Nürnberger Straße 26–30b wurden 1906 vom Architekturbüro Linke & Leunert für den Steinmetzmeister Karl Welsch im Jugendstil erbaut.[2]
- Das Mietshaus Nürnberger Straße 32 wurde ab 1903 für den Klempnermeister Adolp Schultze nach den Entwürfen von Oskar Richter erbaut. Es ist ein Jugendstilbau, der bei „aller Zurückhaltung eine qualitätvolle Sandsteinfassade“ zeigt.
- Das 1945 zerstörte Doppelhaus Nürnberger Straße 36/38 wurde 1906 ebenfalls von Linke & Leunert für Karl Welsch erbaut. Weit auskragende Balkone, Altane, flach vorspringende Risalite und Giebel schmückten die Fassade.
- Weitere Gebäude von den Architekten Linke & Leunert waren die Nürnberger Straße 39, 41, 43, 47, und 49.
- Das Doppelhaus Nürnberger Straße 47 / Hübnerstraße 15 ist ein viergeschossiger Jugendstilbau mit einer aufwändig gestalteten Sandsteinfassade, der 1904 für den Bauunternehmer Robert Paul Rischke erbaut worden ist.[3]
- Das Mietshaus Nürnberger Straße 49 wurde 1904 für den Bauunternehmer Carl Heinrich Meißner erbaut und zeichnet sich durch den „zurückhaltenden Gebrauch“ später Jugendstilformen aus.[1]

### Bebauung nach 1945
In der Zeit zwischen dem 13. und 15. Februar 1945 fanden die wesentlichen Luftangriffe auf Dresden ihren Höhepunkt, zerstörten die Bebauung der Südvorstadt zu 80 % und forderten in diesem Gebiet über 6.000 Todesopfer. Die gesamte Bebauung der Nürnberger Straße wurde innerhalb von 22:13 bis 22:28 zerstört oder beschädigt. Von den bestehenden 67 Gebäuden und der Zionskirche vor der Zerstörung verblieben nur 10 Häuser im Bereich am Nürnberger Ei beschädigt erhalten und konnten in den 1950er bis 1960er Jahren wieder aufgebaut werden.
Ab Ende der 1940er Jahre befuhr die Dresdner Trümmerbahn aus der Innenstadt kommend die Südvorstadt in diesem Bereich. Die direkte Enttrümmerung der Nürnberger Straße begann erst Ende 1951 und war im August 1952 im Wesentlichen abgeschlossen.
Entlang der Nürnberger Straße 13–31/10–28 westlich vom Nürnberger Ei erstreckt sich ein Siedlungsbau, der zu den größten seiner Art in Dresden zählt und sich gestalterisch an der Altmarkt-Bebauung der 1950er-Jahre orientiert. Die in der Zeit von 1953 bis 1954 entstandene Bebauung wurde von den Architekten H.Schneider und A.Patitz in einem Sonderbauprogramm für hauptsächlich Werktätige des Wismutbergbaues mit einem Volumen von 1500 Wohnungseinheiten entworfen. Die beiden 5 –geschossigen Häuserzeilen vom Wohnungstyp 53/5 waren in traditioneller Ziegelbauweise, meist mit aus Trümmern geborgenes Altmaterial, errichtet worden. Sie sind mit Kunststein-Putzfassaden mit Sgrafitoverzierungen und Walmdach dem neuen Dresdner Baustil, dem Sozialistischen Klassizismus, angepasst. Am Nürnberger Ei entstand eine moderne Wohngebietsgaststätte Nürnberger Ei mit Biergarten. Der um 1952 errichtete Gerhart-Potthoff-Bau der TU Dresden ist ein Gebäude an der Hettnerstraße 1/3 und grenzt mit der Rückfront an die Nürnberger Straße. Die zerstörten Gebäude Nürnberger Straße 48 bis 54 wurden überbaut. Westlich vom Nürnberger Ei entstand nach der Enttrümmerung ein Schreib- und Papierladen am Grundstück Nürnberger Straße 63. Dazu wurde eine Baracke aus der Zeit der Enttrümmerung bis 1991 genutzt. Auf den Flächen der zerstörten Gebäude der Grundstücke 43 bis 61 standen ebenfalls noch bis 1990 die inzwischen baufällig gewordenen Baracken aus jener Zeit.

### Bebauung nach 1999
Die Wohngebietsgaststätte Nürnberger Ei mit Biergarten wurde nach 1999 abgerissen und durch einen funktionellen modernen Neubau ersetzt, der durch seine Form (im Grundriss zwei elliptische Halbschalen, gegeneinander versetzt) vom Bauherrn als Nürnberger Ei vermarktet wurde.
Die Ruine der Zionskirche hat ein Dach aus Blech erhalten und dient nunmehr als Lapidarium der Stadt.
Die in den 1950er Jahren entstandenen Gebäude wurden bis 2005 saniert und geben dem Straßenzug ein helles Aussehen.
Seit dem 14. Oktober 2014 steht zwischen dem Nürnberger Platz und dem Fritz-Foerster-Platz als Ausweichmensa für die Neue Mensa die Interrimsmensa Zeltschlösschen mit 700 Plätzen. Gemäß des Bebauungsplanes Nr. 3014 Dresden-Altstadt II Nr. 28, Quartiere am Nürnberger Platz, vom 18. Mai 2016 wurden die ersten Gebäude in der südwestlichen Platzbegrenzung des Nürnberger Platzes 2019 fertig gestellt. Dabei handelt es sich um ein Hochhaus, aufgreifend zur städtebaulichen Dominante zur Nürnberger Straße 36 und 38.

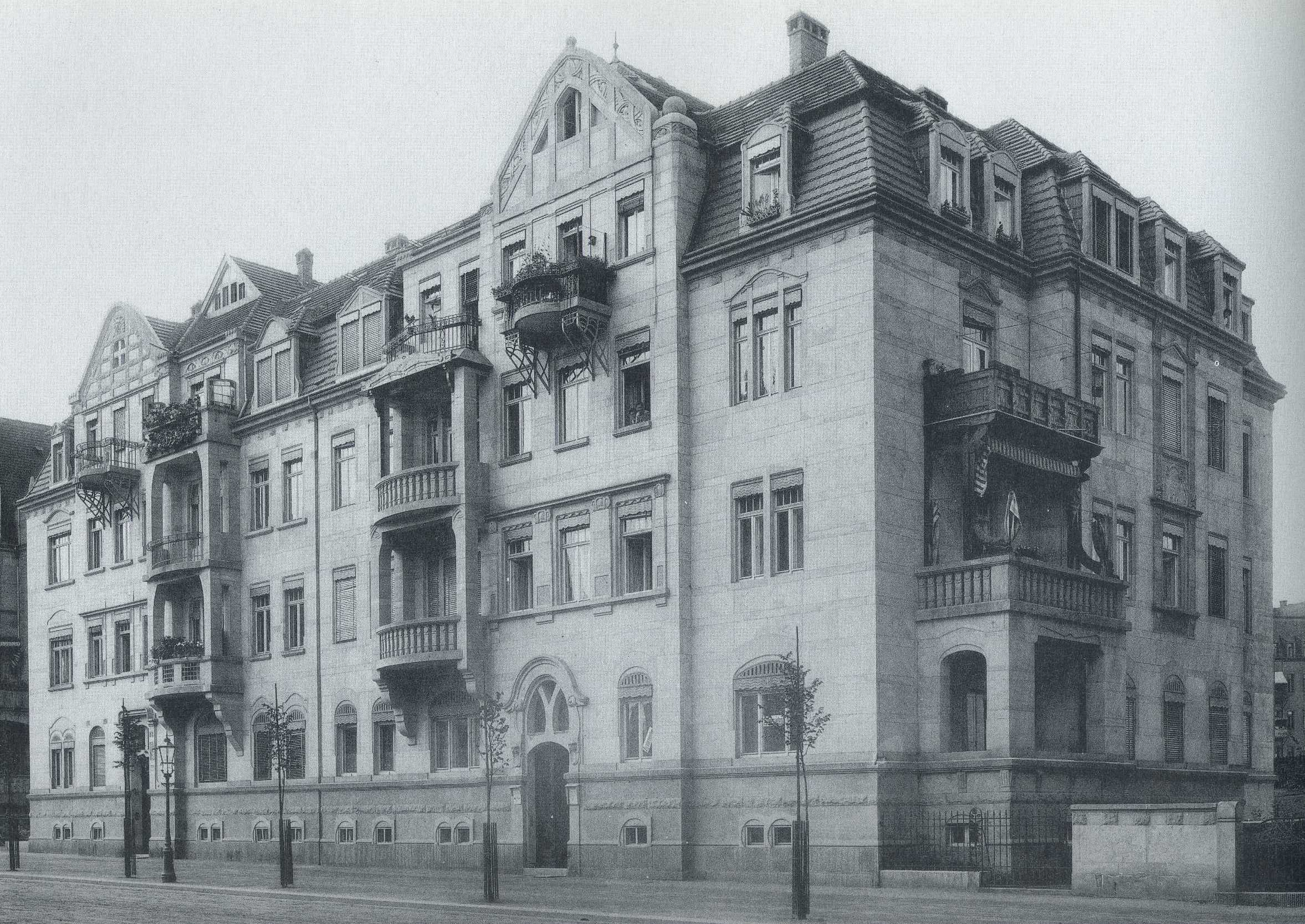
Nürnberger Straße 36–38 (vor 1945, zerstört)
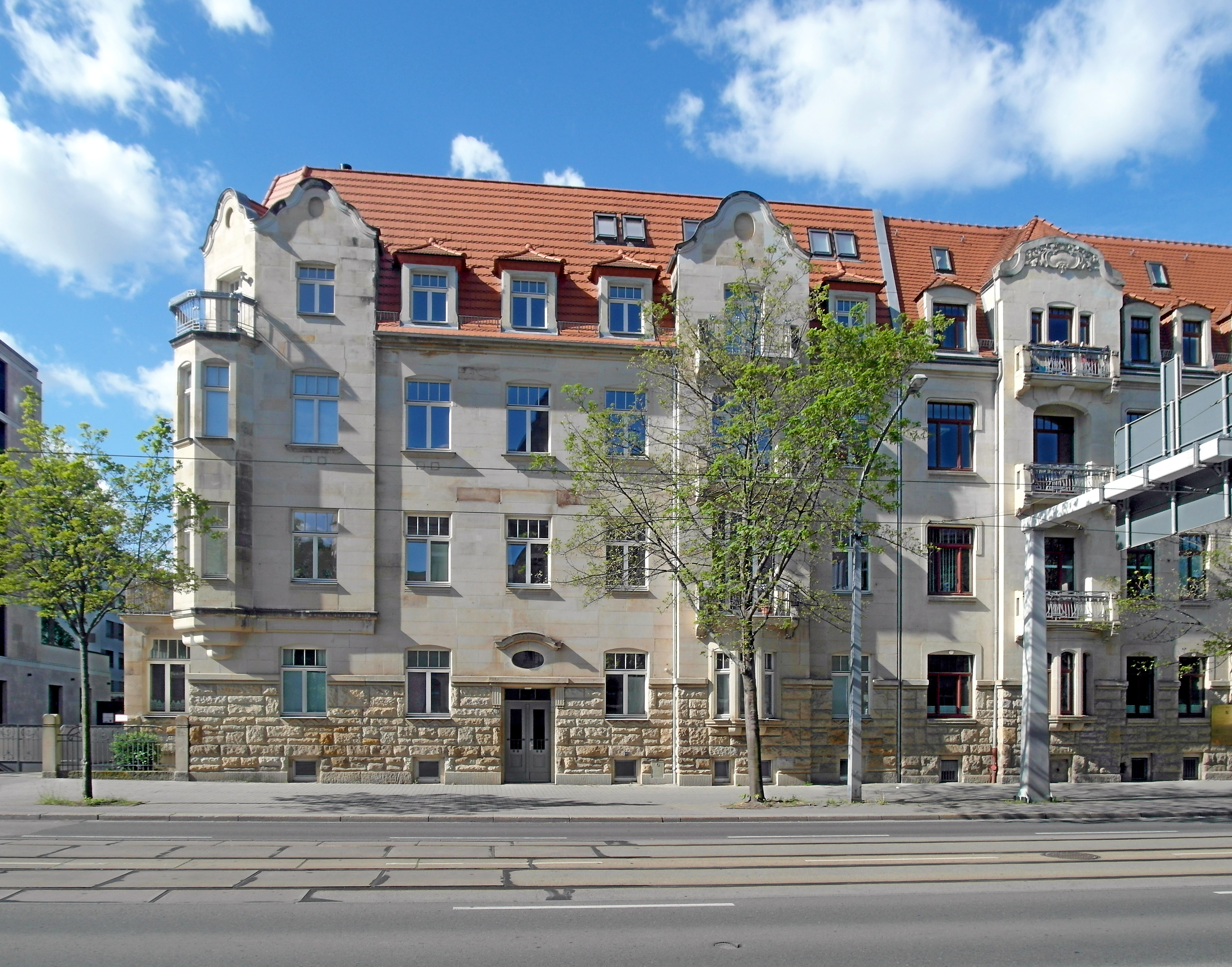
Nürnberger Straße 34 (saniert, Foto von 2020)
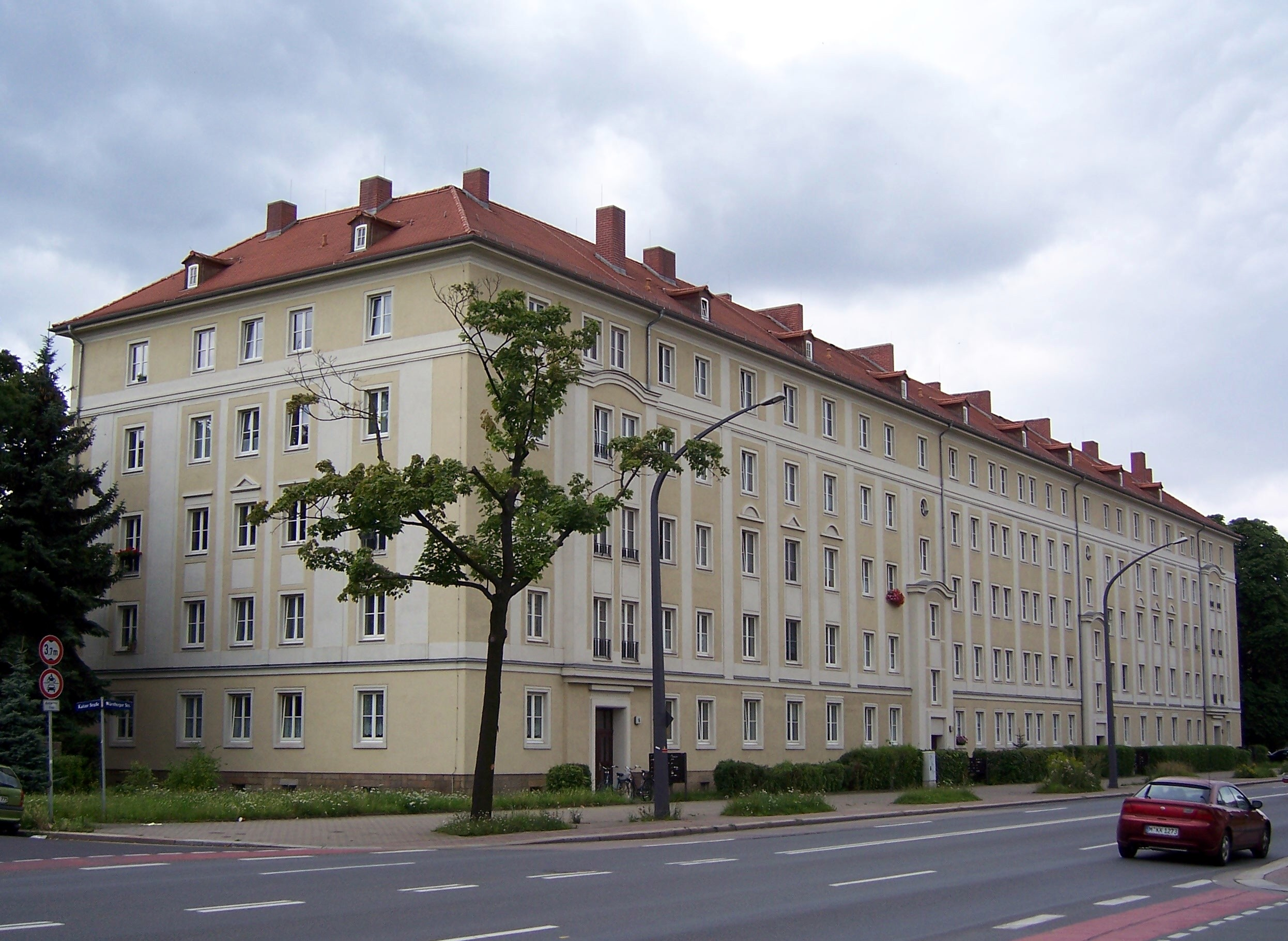
Nürnberger Straße 10–16 (2009)
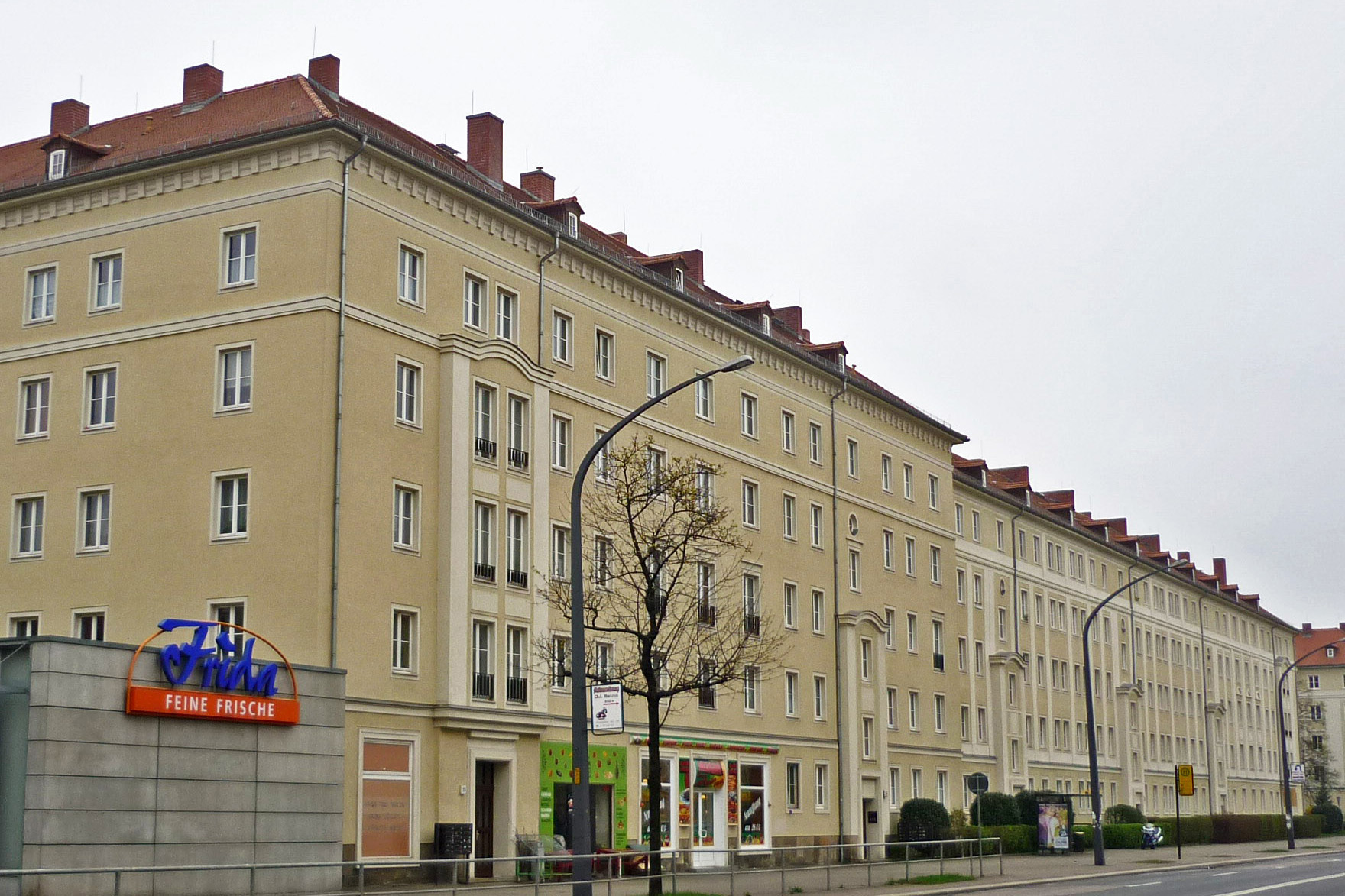
Nürnberger Straße 28-18
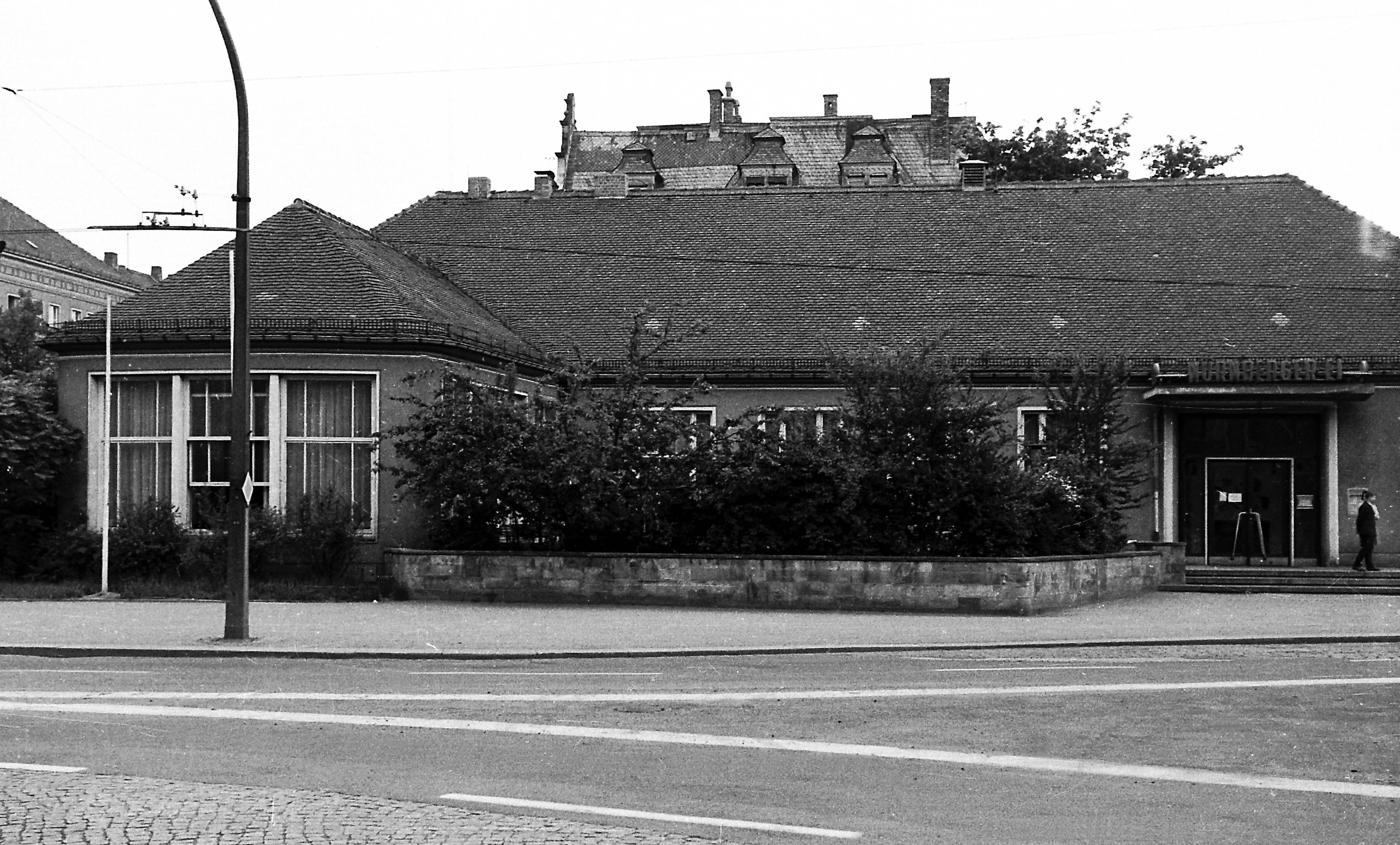
Wohngebietsgaststätte Nürnberger Ei (1968)
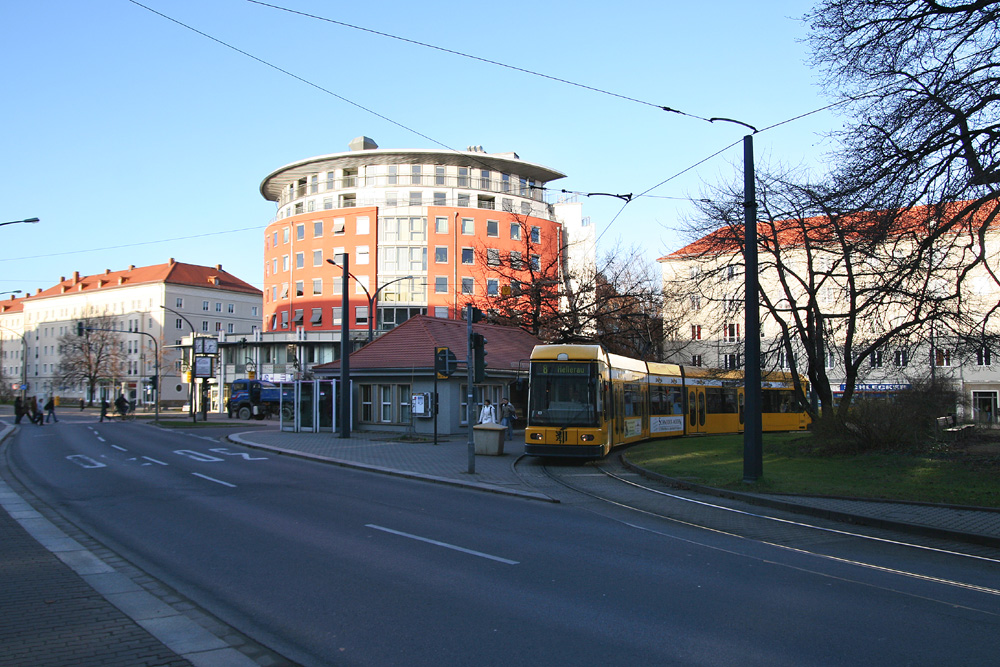
Das Gebäude Nürnberger Ei nach 2005
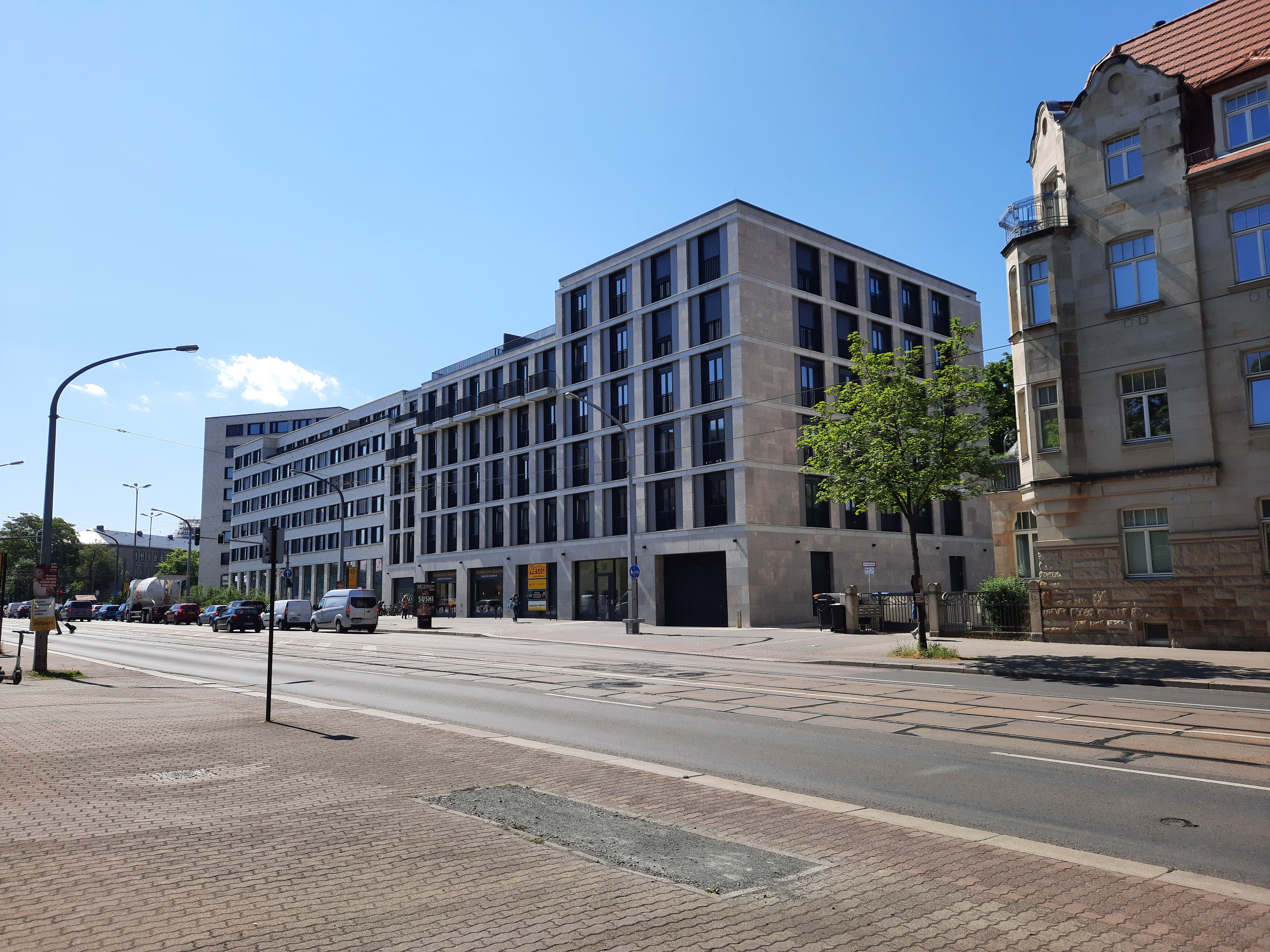
Neubauten Nürnberger Straße 36 und 38

## Kunst im öffentlichen Raum
Denkmale Nürnberger Straße
| Nr. | Bild | Denkmal          | Material                                | Künstler          | Datum |
| --- | ---- | ---------------- | --------------------------------------- | ----------------- | ----- |
| 1   |      | Zweierbeziehung  | Skulptur aus Polymerbeton               | Ulrich Eißner     | 2005  |
| 2   |      | Liegende         | Sandstein                               | Christian Schulze |       |
| 3   |      | Lesendes Mädchen | Sandstein                               | Heinz Mamat       | 1958  |
| 4   |      | Klinkerwand      | Ornamentale Formsteinwand (Klinkerwand) | Friedrich Kracht  | 1958  |
| 5   |      | Radsatz          | Gerhart-Potthoff-Bau der TU Dresden     |                   |       |

## Verkehr

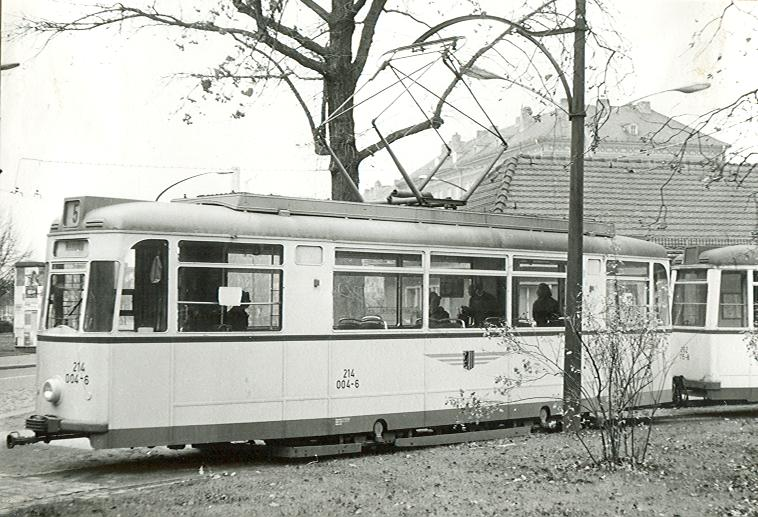
1973 Linie 5 am Nürnberger Ei

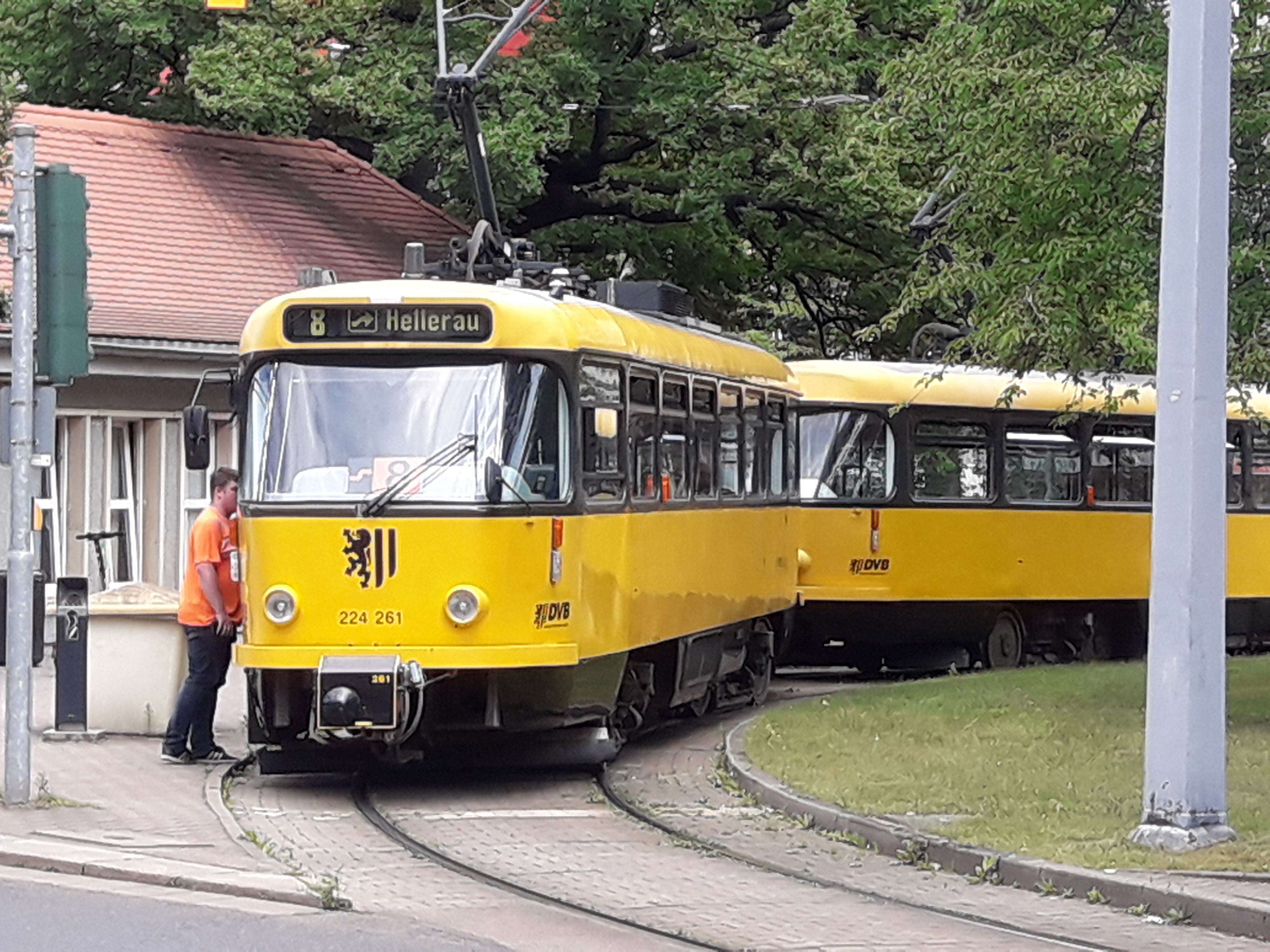
Linie 8 am Nürnberger Ei

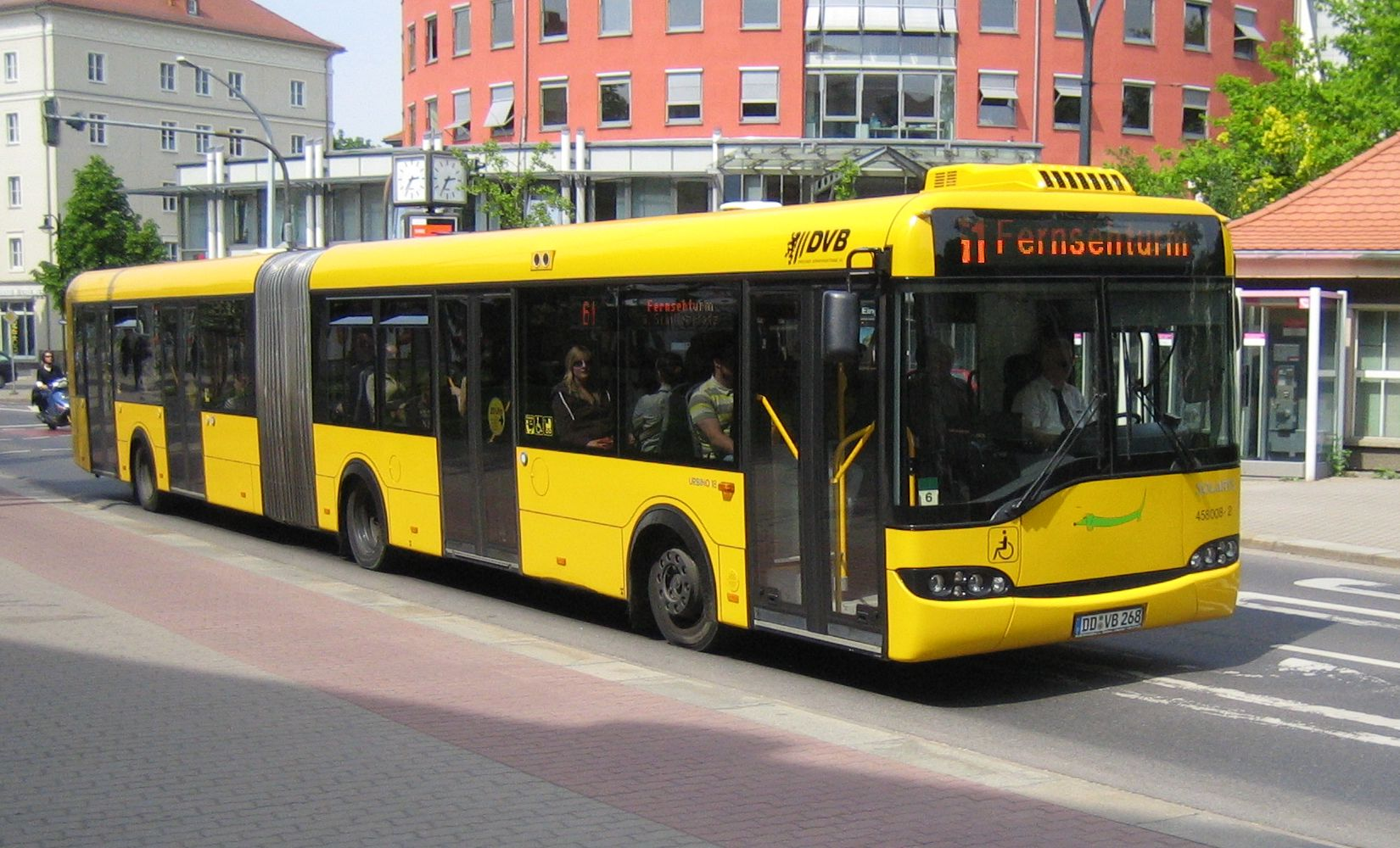
Bus der Linie 61 auf der Nürnberger Straße

Die Nürnberger Straße verläuft westwärts durch den westlichen Teil der Südvorstadt und geht am Fritz-Foerster-Platz in den Zelleschen Weg über. Als Teil einer Tangente verbindet die Nürnberger Straße die B 170 im Osten mit der B 173, der B 6 und der A 4 im Westen südlich an der Innenstadt vorbei. Auf der Straße im Nürnberger Ei befindet sich die Wendeschleife für die Straßenbahnlinie 8 der Dresdner Verkehrsbetriebe.
Am 22. Oktober 1900 wurde die bereits bestehende Straßenbahnlinie 1 zum Böhmischen Bahnhof (Hauptbahnhof) nach Plauen bis zur Bernhardstraße verlängert. Eine weitere Verlängerung erfolgte am 28. Oktober 1909 bis zum Rathaus Plauen; seitdem ist die Nürnberger Straße an den öffentlichen Personennahverkehr angebunden.
Für bessere Rangiermöglichkeiten der vor Beginn der Bergstrecken gelegenen Ausweichstellen an der Russischen Kirche sorgte eine kurze Strecke vom Nürnberger Platz in die Nürnberger Straße. Diese endete im Oval der Nürnberger Straße in einer Gleisschleife um die Grünanlage, später als Nürnberger Ei bezeichnet.
Um diese Zeit entstand das Bedürfnis, die Straßenbahnstrecke bis nach Löbtau zu verlängern, was jedoch an den Steigungsverhältnissen der Nossener Straße und der Nossener Brücke scheiterte. Ab 22. Mai 1928 fuhr nun die Linie 5, ab 1. Januar 1933 dann die Linie 11 zur Nürnberger Straße. Die verheerenden Luftangriffe auf Dresden von Februar bis April 1945 brachten den Straßenbahnverkehr zum Erliegen.
Im Jahr 1925, am 9. August, wurde ein Busverkehr auf der Nürnberger Straße eingerichtet. Kriegsbedingt endete die Buslinie am 4. Dezember 1941.
Am 12. März 1947 befuhr die Linie 11 wieder die Nürnberger Straße bis zum Nürnberger Ei. Später war es die Linie 2 und ab dem 16. März 1948 wurde die Linie eingestellt wegen Waggonmangel. Am 7. Dezember 1949 wurde die erweiterte Gleisschleife, wie sie sich heute noch darstellt, frei gegeben: Der Gleisradius beträgt nunmehr 18 Meter statt bis dahin lediglich 15 Meter. Die Linie wurde am 12. März 1948 wieder aktiviert und fuhr als Linie 2 zu dieser Schleife Nürnberger Straße. Am 4. August 1948 erfolgte der Fahrbetrieb von Bühlau kommend nach Südvorstadt mit Zusatzschild „Nürnberger Straße“ als Linie 10, später als Linie 15.
Im Jahr 1950, am 16. Mai, fuhr die Linie 6 vom Industriegelände zur Nürnberger Straße. In der Folge änderten sich die Liniennummern, heute befährt die Linie 8 von Hellerau kommend zum Nürnberger Ei. In Zukunft wird es dann die Linie 7 von Löbtau nach Weixdorf sein.
Die für den Stadtverkehr wichtige Buslinie 61 verläuft auf gesamter Straßenlänge. Die RVSOE-Buslinie 333 verbindet die Straße mit dem Hauptbahnhof und dem südwestlichen Umland. Des Weiteren liegen weitreichende verkehrliche Pläne für den Ausbau des öffentlichen Nahverkehrs vor und sollen nach 2020 realisiert werden: Von der Zentralhaltestelle der Straßenbahn am Drei-Kaiser-Hof in Löbtau ist eine Weiterführung der Straßenbahntrasse über die Nossener Brücke und Nürnberger Straße bis zum Nürnberger Platz mit Anbindung Richtung Hauptbahnhof vorgesehen, eine weitere Baustufe soll von der Nürnberger Straße über den Zelleschen Weg zum S-Bahnhof Dresden Strehlen führen.